# Verhnii Mincenok, Stanîcino-Luhanske
Verhnii Mincenok (în ucraineană Верхній Мінченок) este un sat în comuna Teple din raionul Stanîcino-Luhanske, regiunea Luhansk, Ucraina.

## Demografie
Componența lingvistică a localității Verhnii Mincenok
     Rusă (96,2%)
     Ucraineană (3,8%)
Conform recensământului din 2001, majoritatea populației localității Verhnii Mincenok era vorbitoare de rusă (96,2%), existând în minoritate și vorbitori de ucraineană (3,8%).